# Caligula (geslacht)
Caligula is een geslacht van vlinders uit de familie nachtpauwogen (Saturniidae). De wetenschappelijke naam is voor het eerst geldig gepubliceerd door Frederic Moore in 1862.
De typesoort is Saturnia simla Westwood, 1847.

## Synoniemen
- Dictyoploca Jordan, 1911

## Homoniemen
- Caligula Aurivillius, 1879 = Paralacydes Aurivillius, 1899

## Soorten
Deze lijst is mogelijk niet compleet.
- C. anna (Moore, 1865)
- C. bieti (Oberthür, 1886)
- C. boisduvalii (Eversmann, 1847)
- C. cachara (Moore, 1872)
- C. grotei (Moore, 1858)
- C. heinrichi (Lemaire, 1976)
- C. japonica (Moore, 1872)
- C. jonasii (Butler, 1877)
- C. kitchingi (Brechlin, 2001)
- C. lindia (Moore, 1865)
- C. manonis (Matsumura, 1927)
- C. simla (Westwood, 1847)
- C. thibeta (Westwood)